# Françoise Pascals
 (octobre 2022).
Si vous disposez d'ouvrages ou d'articles de référence ou si vous connaissez des sites web de qualité traitant du thème abordé ici, merci de compléter l'article en donnant les références utiles à sa vérifiabilité et en les liant à la section « Notes et références ».
Françoise Pascals, née le 4 avril 1945 à Giffard est une artiste peintre québécoise.

## Biographie
Née Françoise Marchand le 4 avril 1945 à Giffard, près de Québec, elle passe toute son enfance dans un milieu imprégné de créativité. Son père, Blaise Marchand, architecte, maquettiste et sculpteur lui permettra de grandir dans un environnement propice à découverte de l’art et de ses futurs inspirations, dont Louise Carrier, peintre portraitiste, qui eut une influence profonde sur son cheminement.
Enfant, elle admire les œuvres des grands maîtres de la Renaissance tels Willem Kalf, Pieter Claesz, Lubin Baugin ou Jan Davidszoon de Heem et tente vainement d’en apprendre les techniques quant aux couleurs, au dessin ou à la composition.
Elle prit alors le chemin de l’École des Beaux-Arts de Québec en 1963, mais l’expérience lui apparaitra décevante et son désir d’y parfaire son éducation quant au savoir-faire des maîtres du réalisme n’y sera pas comblé. Déphasée dans ses goûts et ses préoccupations par rapport aux courants de sa génération, c’est donc par un cheminement personnel et autodidacte qu’elle fit l’apprentissage du style lui permettant d’exprimer sa liberté.
De l’abstrait alors à la mode, elle passait au surréalisme, au paysage impressionniste, au paysage réaliste, au symbolisme et enfin à la nature morte hyperréaliste et au trompe-l’oeil qui seront désormais pour elle la base fondamentale sur laquelle repose tout le sens de sa démarche artistique.

## Expositions

### Expositions individuelles
- 1986 : Galerie Alexandre, Montréal
- 2003 : Galerie Archambault, Lavaltrie
- 2012 : Musée du Château Ramezay[2], Montréal
- 2019 : Galerie d’art Mouvement Desjardins de l’UQAR, Rimouski

### Expositions en duo
- 1983, 1989, 2001 : Galerie Archambault, Montréal

### Expositions en trio
- 1981 : Galerie Archambault, Montréal

### Expositions de groupe
- 1979-1986 : Galerie Alexandre, Montréal
- 1980-2006 : Galerie Archambault, Lavaltrie
- 1982-1992 : Galerie Christos Klimantiris, Montréal
- 1987 : Galerie d’art Du Château Frontenac, Québec
- 1995-2016 : Galerie d’art Au P’tit Bonheur, Pointe au Pic
- 1998-1999 : Galerie De Bellefeuille, Montréal
- 1999 : Galerie d’art du Château, Mont-Tremblant
- 2005 : Galerie Le Chien D’or, Québec
- 2005 : Galerie d’art Michel Bigué, Saint-Sauveur
- 2018- : Galerie d’art Vigneault, Repentigny
- 2019[3] : Galerie d’art Mouvement Desjardins de l’UQAR, Rimouski

### Exposition permanente
- 2010-[4] : Maison des Contes et Légendes de Lavaltrie (a également participé à la réalisation des décors[5])

### Musée
- 2004-2005 : Musée du Château Ramezay, Montréal

## Symposiums
- Baie-Comeau : 1990, 1991, 1995, 1997
- Magog : 1995
- Lavaltrie[6] : 2016 (présidente d'honneur)

## Publications

### Tableaux dans des livres
- Art actuel au Québec depuis 1970, Guy Robert, Iconia, 1983  (ISBN 978-2920058002)
- 52 couleurs du Québec...52 peintres, Louis Bruens, Édition La Palette, 1987  (ISBN 978-2980106002)
- Investir dans les œuvres d’art, Louis Bruens, Édition La Palette, 1988  (ISBN 978-2980106019)
- Félix Leclerc, Éd. Henri Rivard Beaux Livres, 1994  (ISBN 978-2980413902)
- Légendes le Long du Saint-Laurent[7], Éd. Henri Rivard Beaux Livres, 1999  (ISBN 978-2980413933)
- Le Petit Prince de Saint-Éxupéry, Éd. Henri Rivard Beaux Livres, 2000  (ISBN 978-2980413940)
- Nelligan, Éd. Henri Rivard Beaux Livres, 2003  (ISBN 978-2980413971)

### Livre sur l'artiste
- Des histoires racontées, F. Pascals, Galerie d’Art au P’tit Bonheur, 2013  (ISBN 978-2923557670)

### Dont elle est l'auteure
- Légendes inventées et histoires presque vraies[8], F. Pascals, Éd. Lo-Ély, 2021  (ISBN 978-2925030270)

### Revues
- Magazin'Art : 1990, 2006, 2020, 2021  (ISSN 0844-1707)
- Parcours
- Le Collectionneur

## Collections
- Ville de Lavaltrie
- Ville de Contrecœur
- Musée du Château Ramezay
- Bombardier
- Courchesne et Larose
- Donald K. Donald
- Arlette Cousture
- Hochelaga Maisonneuve Pontiac Buick
- La Rôtisserie Victorienne